# Мота, Роза
Ро́за Мария Коррея душ Сантуш Мо́та (порт. Rosa Maria Correia dos Santos Mota, 29 июня 1958, Порту) — португальская легкоатлетка, наиболее успешно выступавшая в марафонском беге. Олимпийская чемпионка, чемпионка мира, трёхкратная чемпионка Европы, многократная чемпионка Португалии. Одна из самых знаменитых португальских спортсменок второй половины XX века и одна из самых титулованных марафонцев в истории. Рекордсменка своей страны в марафоне.
Начала заниматься бегом в школе по совету врачей для борьбы с астмой. Первоначально занималась кроссом, затем переключилась на марафон. В 1982 году на чемпионате Европы в Афинах женский марафон был впервые включён в программу крупных соревнований. Мота победила на нём, опередив признанных фавориток, норвежку Ингрид Кристиансен и итальянку Лауру Фольи, вписав таким образом своё имя в историю.
Приняла участие в первом олимпийском женском марафоне, состоявшимся на играх 1984 года Лос-Анджелесе, заняв третье место. Годом позже на Чикагском марафоне она показала лучший результат за карьеру — 2:23.29.
В 1986 году она выиграла чемпионат Европы в Штутгарте, в 1987 году чемпионат мира в Риме, после чего стала считаться главной фавориткой на Олимпийских играх 1988 года в Сеуле. Тем не менее на олимпийском марафоне Моте пришлось столкнуться с упорнейшим сопротивлением со стороны австралийской спортсменки Лизы Мартин, лишь менее чем за 2 километра до финиша решающая атака Моты принесла ей долгожданное олимпийское золото.
В 1990 году Мота в третий раз выиграла Бостонский марафон, и в том же году она стала трёхкратной чемпионкой Европы на первенстве в Сплите, причём Роза Мота — единственный марафонец как среди женщин, так и мужчин, кому удавалось трижды побеждать на этом турнире. Третье европейское золото 32-летняя спортсменка завоевала в упорнейшей борьбе с Валентиной Егоровой, спортсменок на финише разделили беспрецедентные для марафона 5 секунд.
Сплитская победа стала последним успехом в её карьере, после того как в 1992 году она сошла с дистанции Лондонского марафона, Роза Мота приняла решение об уходе из спорта.
Роза Мота обладательница уникального рекорда — между 1982 и 1992 годом она бежала в 21 марафоне и победила в 14 из них, выигрывая таким образом два из трёх стартов на протяжении 10 лет. Кавалер Большого креста ордена Заслуг и кавалер Большого креста ордена Инфанта дона Энрике.
В честь легкоатлетки её именем назван спортивный дворец — Павильон Розы Мота в городе Порту.